# Bal (fest)

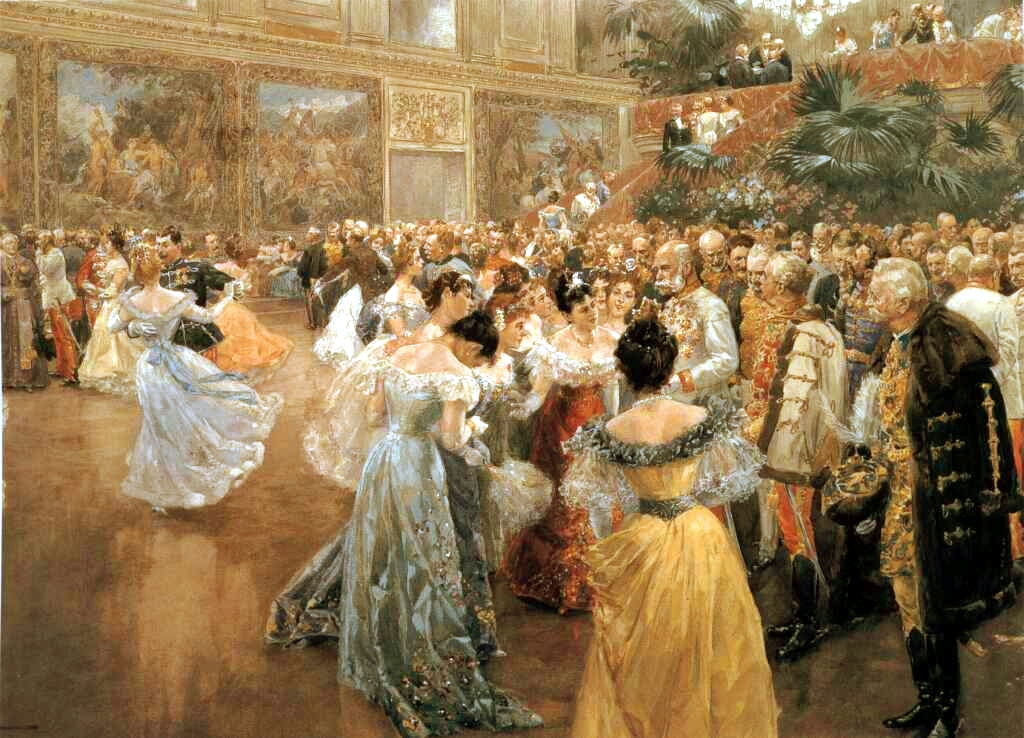
Bal på Hofburg i Wien, målning av Wilhelm Gause (1900).

En bal är en typ av högtidlig tillställning med pardans. Vad som skiljer en bal från andra tillställningar med dans är dess formella och högtidliga prägel i till exempel klädseln.
Historiskt sett var baler något som företrädesvis arrangerades av adeln och, längre fram, det förmögna borgerskapet. Baler har fungerat som ett sätt för könen att finna potentiella äktenskapspartner under övervakade former. Ett vanligt gemensamt europeiskt fenomen var den så kallade debutantbalen, där en giftasvuxen kvinna "gjorde debut" i det vuxna sällskapslivet, för att där delta i baler och andra könsblandade aktiviteter, just för att lära känna potentiella äktenskapspartner.
En gift kvinna förväntades delta mer sparsamt i dansen på baler och, då hon fyllt fyrtio, dessutom klä sig i mörka och dämpade färger för att inte konkurrera med de ogifta kvinnorna. Detta gällde särskilt för mödrar med giftasvuxna döttrar, som i stället förväntades sitta längs väggarna som sittfruar och liksom på övriga aktiviteter åtfölja och övervaka sina döttrar i sällskapslivet. I Sverige arrangerades baler, förutom i privathem, även hos Svensk-Österrikiska föreningen, Innocenceorden och Stora Amaranterorden samt på kungliga slottet.
En av de mest berömda balerna i svensk historia var en sommarbal som hölls i Rikssalen på Stockholms slott den 6 juli 1844. Kungahuset omgivet av de högsta hovfunktionärerna satt då på ett podium och såg på dansen, medan tjänstgörande hovdamer i svart hovdräkt satt i läktare runt salen; i läktare ovanför satt betalande publik, och i listen högst i salen satt män betalda för att regelbundet byta ut vaxljusen, utrustade med matsäck och potta. Balsalen var upplyst av 3 400 vaxljus, och draperierna hade dragits för fönstren för att stänga ute den naturligt ljusa sommarnatten.
Förutom de baler som arrangerats av överklassen har dock även offentliga baler hållits i Europa, även Sverige. I Stockholm hölls, åtminstone från 1700-talets början, så kallade muffbaler, offentliga baler mot inträde.
Ursprungligen ett överklassfenomen, har sedvänjan med debutantbaler blivit en vanlig tradition i bland annat USA.
I nutid kan baler arrangeras vid högtidliga tillfällen. Ett exempel på detta är studentbaler.